# Ютландов, Юрий Дмитриевич
Юрий Дмитриевич Ютландов (19 января 1934, Рузаевка, Мордовская автономная область — 11 июня 2010, Саранск) — советский организатор и руководитель промышленных производств в электротехнической промышленности. Генеральный директор производственного объединения «Электровыпрямитель» Министерства электротехнической промышленности и приборостроения в Саранске.

## Биография
Родился в семье рабочего, в 1956 году окончил Пензенский индустриальный институт, работал на заводах оборонной промышленности в Новосибирске. С 1958 года и до окончания трудовой деятельности в 1996 году — на Саранском заводе «Электровыпрямитель» (впоследствии Производственное объединение, с 1991 года — ОАО «Электровыпрямитель»). Прошёл большой трудовой путь, работал инженером, механиком, заместителем начальника, а затем начальником участка (с 1958 по 1961). В 1961—1965 работал заместителем начальника по производству, начальником цеха полупроводниковых приборов. С 1965 по 1967 — начальник электроаппаратного цеха.
С 1967 года — заместитель директора по общим вопросам, в 1973—1986 годах — директор, с 1986 года — Генеральный директор производственного объединения «Электровыпрямитель» Министерства электротехнической промышленности (с 1989 года — Министерства электротехнической промышленности и приборостроения) СССР. После акционирования предприятия в 1991 году — Генеральный директор ОАО «Электроприбор».
Участвовал и руководил многочисленными разработками и производством высокоэффективных силовых полупроводниковых приборов и преобразователей для базовых отраслей народного хозяйства. За большой личный вклад Указом Президента СССР от 25 июня 1991 года ему было присвоено звание Героя Социалистического Труда с вручением ордена Ленина и золотой медали «Серп и Молот». Награждён также орденом Октябрьской Революции, двумя орденами Трудового Красного Знамени, медалями СССР. Заслуженный машиностроитель РФ (1994), заслуженный работник промышленности Республики Мордовия (1994).
В 1976 году окончил Московский институт управления, в 1989 году — Академию народного хозяйства при Совете Министров СССР.
С 1996 года — на пенсии.
Последние годы жизни жил в Саранске, умер 11 июня 2010 года. Похоронен в Саранске.